# Kazanie świętego Bernardyna ze Sieny przed Alfonsem Aragońskim
Kazanie świętego Bernardyna ze Sieny przed Alfonsem Aragońskim lub Święty Bernard ze Sieny wygłaszający kazanie przed Alfonsem V Aragońskim (hiszp. San Bernardino de Siena predicando ante Alfonso V de Aragón) – obraz olejny hiszpańskiego malarza Francisca Goi.

## Okoliczności powstania
W 1781 roku będący u progu wielkiej kariery Goya otrzymał w Madrycie ważne zamówienie, które trafiło do niego z polecenia hrabiego Floridablanki reprezentującego Karola III. Król był opiekunem jednej z największych świątyń w Madrycie – kościoła San Francisco el Grande. Korzystający z jego protekcji Zakon franciszkanów zamówił siedem obrazów mających zdobić ołtarze świątyni, a ich wykonanie zlecono siedmiu znanym malarzom epoki. Wśród wyróżnionych niewątpliwym zaszczytem artystów znalazł się Goya oraz: Francisco Bayeu, Mariano Salvador Maella, Andrés de la Calleja, Antonio González Velázquez, Gregorio Ferro i José del Castillo. Przypuszczano, że Karol III nadał temu przedsięwzięciu charakter nieoficjalnego konkursu, gdyż chciał wybrać spośród malarzy następcę niedawno zmarłego pierwszego nadwornego malarza Antona Mengsa. Czworo spośród wybranych malarzy zajmowało już stanowiska na dworze, Goya i Ferro należeli do Akademii św. Ferdynanda, jedynie José del Castillo był spoza tych kręgów. Wszyscy otrzymali taką samą zapłatę w wysokości 4000 reali.
Malowidła powstały w latach 1781–1783. Goya wykonał dla kościoła Św. Bernardyna ze Sieny wygłaszającego kazanie przed Alfonsem V Aragońskim, dzieło o pokaźnych rozmiarach (4,8 × 3 m), największe z całej siódemki. Obraz został wystawiony na widok publiczny w 1784 roku. Rywalizacja z Franciskiem Bayeu była okazją do rewanżu za doznane z jego strony upokorzenie podczas wspólnej pracy nad freskami w bazylice del Pilar w Saragossie. W opinii hrabiego Floridablanki żaden z powstałych siedmiu obrazów nie był arcydziełem. Ku satysfakcji Goi najwięcej krytycznych uwag zebrał jego szwagier Bayeu za Wizję św. Franciszka z Asyżu. Jego dzieło zostało usunięte z ołtarza i obecnie ozdabia jedne ze schodów świątyni. W swojej korespondencji z przyjacielem Martínem Zapaterem Goya chwalił się pochlebnymi opiniami (nie precyzując, od kogo pochodziły) oraz cieszył się zwycięstwem nad Bayeu.

## Interpretacja
Bernardyn ze Sieny, włoski święty z przełomu XIV i XV wieku stoi na skale i wygłasza kazanie do zgromadzonych wokół niego ludzi. Spływa na niego światło cudownej gwiazdy pochodzącej od Matki Boskiej Królowej Aniołów, do której się modlił. W wyciągniętej dłoni trzyma krucyfiks. Centralną postacią zebranego tłumu jest klęczący przed świętym hiszpański król Neapolu Alfons Aragoński. W rzeczywistości na obrazie powinien znaleźć się René I Andegaweński (również władca Neapolu), jednak Goya odszedł od prawdy historycznej, uznając, że do jego kompozycji lepiej pasował hiszpański monarcha.
Monumentalne dzieło, które powstało w ciągu około dwóch lat, zdradza wielkie zaangażowanie Goi. Artysta prawdopodobnie liczył na to, że powstały na zlecenie króla obraz otworzy mu drogę do awansu. Zadowolony z efektu swojej pracy umieścił na obrazie swój autoportret – postać po prawej stronie w żółtej tunice ma rysy malarza. Sposób, w jaki umieścił siebie na obrazie, przywołuje na myśl Poddanie Bredy Velázqueza, którego dzieła Goya studiował dwa lata wcześniej.

## Szkice przygotowawcze
| Szkice przygotowawcze |          |
| Szkic I               | Szkic II |

Istnieją dwa szkice przygotowawcze o wymiarach 62 × 31 cm i 62 × 33 cm (w kolekcji prywatnej Tatiany Pérez de Guzmán el Bueno), oraz trzeci obraz o wymiarach 140 × 80 cm, który prawdopodobnie jest pomniejszoną wersją końcowego płótna.